# Nederlandsche Unie
Die Nederlandsche Unie (gelegentlich auch angepasst an die neuere niederländische Rechtschreibung Nederlandse Unie geschrieben; zu deutsch Niederländische Union) war eine politische Sammlungsbewegung in den Niederlanden zur Zeit des Zweiten Weltkriegs. Während der kurzen Zeit ihres Bestehens waren bis zu 800.000 Niederländer Mitglied in der Nederlandsche Unie, was etwa einem Zehntel der damaligen Bevölkerung entsprach. Damit stellte sie die größte politische Bewegung in der Geschichte der Niederlande dar.

## Gründung und Ziele

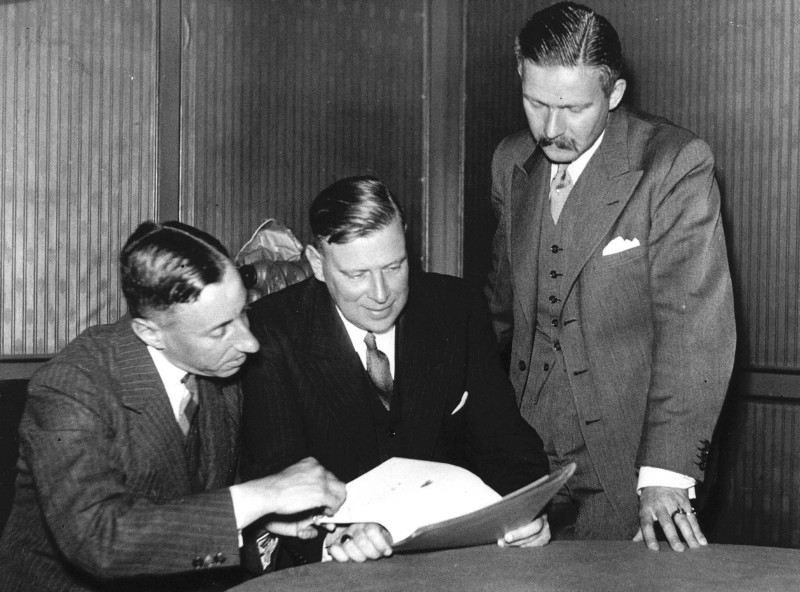
Die Gründer der Nederlandsche Unie. V. l. n. r.: de Quay, Einthoven und Linthorst Homan

Die Gründung der Nederlandsche Unie erfolgte am 24. Juli 1940, wenige Tage nach der niederländischen Kapitulation, durch den Juristen Louis Einthoven und die beiden Politiker Johannes Linthorst Homan und Jan de Quay. Am Tag der Gründung brachten die drei ein Manifest in Umlauf, in dem die Ziele der Bewegung dargestellt wurden. Darin wurden die Niederländer aufgerufen, die neue politische Realität zu akzeptieren und für eine Zusammenarbeit mit den deutschen Besatzern geworben.
Hintergrund war die Überzeugung der drei Gründer, dass die niederländische Kultur und Lebensweise nur durch Kollaboration mit den Deutschen bewahrt werden könne. Des Weiteren wollte man eine gemäßigtere Alternative zur offen faschistischen NSB (Nationaal-Socialistische Beweging) anbieten und verhindern, dass dieser durch die deutsche Führung alle politische Macht übertragen würde. Die NSB und die Deutschen sollten nicht allein die Zukunft der Niederlande bestimmen können.

### Haltung zur „Judenfrage“
Die Führung der Nederlandsche Unie vertrat von Anfang an den Standpunkt, dass eine Regelung über den Status der vor und während des Krieges in die Niederlande immigrierten Juden notwendig sei. Welcher Art diese Regelung sein sollte, blieb allerdings unklar. Ausdrücklich akzeptiert wurden jedoch gebürtige Niederländer jüdischen Glaubens, die durch die Unie nicht als Bedrohung für die niederländische Kultur gesehen wurden. Einthoven, de Quay und Linthorst Homan betonten, dass man diesen Mitbürgern mit Toleranz und Respekt begegnen müsse. Es war daher auch für Juden möglich, Mitglied in der Unie zu werden. Dennoch war sich die Führung durchaus der Bedeutung bewusst, die der Judenfrage seitens der deutschen Besatzer zukam. So baten die drei Gründer etwa Lodewijk Ernst Visser, den Vorsitzenden der Joodsche Coördinatie Commissie und einflussreiches Mitglied der jüdischen Gemeinde, den niederländischen Juden zu empfehlen, sich aus öffentlichen Ämtern zurückzuziehen. Visser lehnte dieses Gesuch jedoch rundheraus ab. Ein aktiver Ausschluss jüdischer Mitglieder aus der Unie fand jedoch zu keinem Zeitpunkt statt.

## Organisation und Wirken
Die Nederlandsche Unie fand in der Bevölkerung großen Anklang, so wurden binnen einer Woche bereits etwa 200.000 Menschen Mitglied, zur Hochzeit der Bewegung waren es etwa 800.000. Dieser enorme Zuspruch hing jedoch weniger mit dem Programm und den Zielen der Bewegung selbst als mit dem Gefühl zusammen, durch den Beitritt zur Unie gegen die Nationaal-Socialistische Beweging (und damit indirekt gegen die deutschen Besatzer) zu protestieren. Um diese hohe Zahl an Mitgliedern zu organisieren, wurde die Einteilung in dutzende regionale Distrikte nötig, die wiederum lokal in Kreisgruppen aufgeteilt wurden.
Zu den allgemeinen Programmpunkten der Nederlandsche Unie gehörten ein stärkerer Gemeinschaftsgeist, eine „organische Weiterentwicklung der Gesellschaft“ sowie die Pflicht zur Arbeit für jedermann. Darüber hinaus bekannte man sich zur Religionsfreiheit und zur Freiheit der Weltanschauung. Trotz der Protesthaltung vieler Mitglieder hielt die Führung der Nederlandschen Unie grundsätzlich an einer konstruktiven Zusammenarbeit mit den Deutschen fest. So leistete die Unie beispielsweise Spenden für das Winterhilfswerk des Deutschen Volkes. Diese Haltung führte zu Kritik durch den niederländischen Widerstand, der seine Bemühungen durch die Nederlandsche Unie unterminiert sah. Des Weiteren stand die Unie loyal zum ins Exil gegangenen niederländischen Königshaus Oranien, was zu Spannungen mit der deutschen Administration führte. Nach dem Beginn der Operation Barbarossa, dem deutschen Überfall auf die Sowjetunion, erwarteten die Besatzer eine pro-deutsche Stimmung in den von ihnen geduldeten politischen Organisationen in den Niederlanden, die jedoch bei den Mitgliedern der Unie größtenteils ausblieb.

### De Unie
Durch die Nederlandsche Unie wurde das Wochenblatt De Unie als offizielles Organ der Bewegung herausgegeben. Die erste Ausgabe erschien am 24. August 1940 mit einer Auflage von 135.000 Exemplaren, während die zehnte Ausgabe bereits 250.000 Mal gedruckt wurde. Bis zum Frühjahr 1941 erreichte das Blatt eine Auflage von etwa 400.000 Exemplaren, von denen 60.000 direkt an Abonnenten gingen. Chefredakteur der Zeitung war der Journalist Geert Ruygers.

## Verbot
Nachdem die Nederlandsche Unie sich weigerte, ihre offizielle Unterstützung für den deutschen Angriff auf die Sowjetunion auszusprechen, kühlte ihr Verhältnis zu den deutschen Besatzern merklich ab. Darüber hinaus erschien im Juli 1941 ein Artikel in De Unie, in dem sich die Führung klar vom Nationalsozialismus distanzierte und die nationale Souveränität der Niederlande einforderte. Nur dann sei eine Beteiligung des niederländischen Volkes am „Krieg gegen den Bolschewismus“ denkbar. Das Erscheinen dieses Artikels führte zu verschiedenen Repressalien seitens der Besatzungsmacht: Neben einem Versammlungsverbot und einer Geldbuße in Höhe von 60.000 Gulden wurde auch die Verbreitung von De Unie untersagt. Dem folgten ein Verbot aller Aktivitäten zum 31. August 1941 und anschließend die Auflösung der Organisation zum Ende des Jahres durch Arthur Seyß-Inquart, den Reichskommissar für die Niederlande.
Nach der Auflösung der Bewegung wurde das Gründungstrio verhaftet und im Internierungslager Sint-Michielsgestel festgesetzt. Hier tat sich insbesondere der spätere Ministerpräsident de Quay als Mitglied einer Gruppe von Männern, den sogenannten Heeren Zeventien (zu deutsch: „Siebzehn Herren“), hervor, die noch in Gefangenschaft die Zukunft der Niederlande nach dem Ende des Krieges planten.